# Sourgou (Burkina Faso)
Pour les articles homonymes, voir Sourgou.
Sourgou est le chef-lieu du département de Sourgou de la province de Boulkiemdé dans la région du Centre-Ouest au Burkina Faso.

## Géographie
La commune est traversée par la route nationale 13.

## Éducation et santé
La commune accueille un centre de santé et de promotion sociale (CSPS).